# Historia económica de la Primera Guerra Mundial

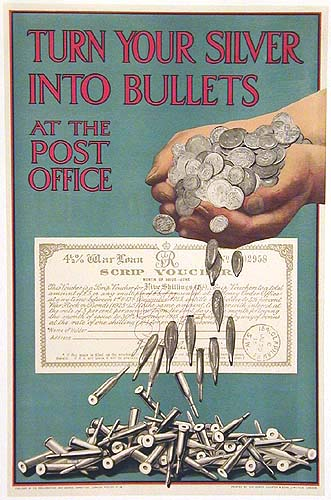
Cartel británico alentando la inversión en bonos de guerra.

La historia económica de la Primera Guerra Mundial abarca los medios utilizados por la Primera Guerra Mundial (1914-1918), así como cuestiones relacionadas con la posguerra, como las deudas de guerra y las reparaciones. También cubre la movilización económica de la mano de obra, la industria y la agricultura que condujo al hundimiento. Trata de la guerra económica, como del bloqueo de Alemania
En 1914, al inicio de la guerra, todas las potencias esperaban un conflicto corto; ninguna había hecho preparativos económicos para una guerra larga, como el almacenamiento de alimentos o de materias primas críticas. Cuanto más tiempo se prolongó la guerra, más ventajas tuvieron los Aliados, con sus economías más grandes, más potentes y versátiles y con un mejor acceso a los suministros mundiales. Como concluyen Stephen Broadberry y Mark Harrison, tras el estancamiento que se produjo a finales de 1914: «La mayor capacidad de los Aliados para asumir riesgos, absorber el costo de los errores, reemplazar las pérdidas y acumular una abrumadora superioridad cuantitativa tenía que acabar por inclinar la balanza contra Alemania».
Los Aliados tenían mucha más riqueza potencial que podían gastar en la guerra. Una estimación —usando dólares de 1913— es que los Aliados gastaron 147 mil millones de dólares en la guerra y las Potencias Centrales únicamente 61 mil millones. Entre los Aliados, Gran Bretaña y su Imperio gastaron 47 mil millones de dólares y los Estados Unidos 27 mil millones de dólares, mientras que entre las Potencias Centrales, Alemania gastó 45 mil millones de dólares.
La guerra total exigía la movilización total de todos los recursos de la nación para un objetivo común. La mano de obra tenía que ser canalizada hacia las líneas del frente —todas las potencias, excepto Estados Unidos y Gran Bretaña, tenían grandes reservas entrenadas diseñadas solamente para eso—. Detrás de las líneas, la mano de obra tuvo que ser redirigida lejos de las actividades menos necesarias que eran lujos durante la guerra total. En particular, se tuvieron que construir vastas industrias armamentísticas para proporcionar proyectiles, armas, buques de guerra, uniformes, aviones. La agricultura tuvo que proporcionar alimentos tanto a la población civil como a al ejército —algunos componentes de la tropa eran agricultores que fueron reemplazados por mujeres, niños y ancianos que ahora hacían el trabajo sin la ayuda de animales— y a para los caballos encargados de transportar los suministros. El transporte, en general, fue un desafío, especialmente cuando Gran Bretaña y Alemania trataban de interceptar los barcos mercantes que se dirigían a los puertos enemigos. Las finanzas fueron un desafío especial. Alemania financiaba a las Potencias Centrales, mientras que Gran Bretaña financió a los Aliados hasta 1916, cuando se quedó sin dinero y tuvo que pedir prestado a los Estados Unidos, que se hicieron cargo de la financiación de los Aliados en 1917 con préstamos que exigió que fueran devueltos al término de la guerra. 
En 1919, los victoriosos Aliados pidieron a la derrotada Alemania pagar reparaciones que cubrieran los costos incurridos por los Aliados. Por encima de todo, era esencial llevar a cabo la movilización de tal manera que se mantuviera la confianza del pueblo a corto plazo, se mantuviera el poder a largo plazo del establecimiento político y se preservara la salud económica de la nación a largo plazo.

## Europa
El producto interno bruto (PIB) aumentó para tres Aliados (Gran Bretaña, Italia y Estados Unidos), pero disminuyó en Francia y Rusia, en los Países Bajos, que eran neutrales, y en las tres principales Potencias Centrales. La disminución del PIB en Austria, Rusia, Francia y el Imperio otomano alcanzó entre el 30 y el 40%. En Austria, por ejemplo, la mayoría de los cerdos fueron sacrificados, por lo que al final de la guerra no había carne.
El  Frente Occidental se estabilizó rápidamente, con casi ningún movimiento de más de unos pocos cientos de metros. El mayor gasto individual de ambos bandos fue para proyectiles de artillería, el arma principal de la guerra. Como el frente era muy estable, ambos lados construyeron elaboradas redes ferroviarias que traían suministros a una o dos millas de las líneas del frente, con carros tirados por caballos que se usaban para las entregas finales. En la batalla de diez meses en Verdun, los franceses y los alemanes dispararon unos 10 millones de proyectiles en total, con un peso de 1,4 millones de toneladas de acero.

## Aliados
El contrabando alemán con los submarinos fue derrotado por el sistema de convoyes y la masiva construcción naval americana. Gran Bretaña pagó los costos de guerra de la mayoría de sus Aliados hasta que se quedó sin dinero, entonces los Estados Unidos se hicieron cargo, financiando a esos Aliados y a Gran Bretaña también.

### Reino Unido

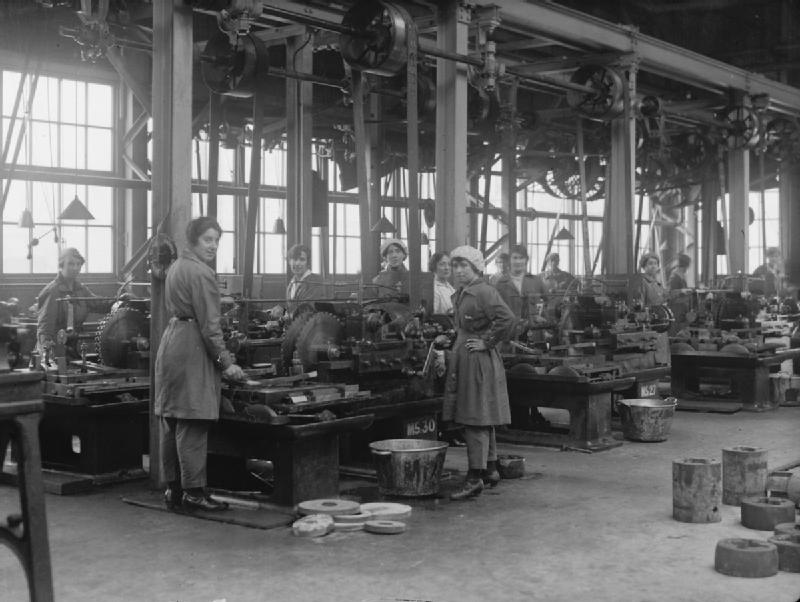
Trabajadoras en la Royal Gun Factory, Woolwich Arsenal, Londres.

La economía (en términos de PIB) creció alrededor del 7% de 1914 a 1918 a pesar de la ausencia de tantos hombres en los servicios; por el contrario, la economía alemana se redujo en un 27%. La guerra vio una disminución del consumo civil, con una importante reasignación a las municiones. La participación del gobierno en el PIB se disparó del 8% en 1913 al 38% en 1918 (comparado con el 50% en 1943).
A pesar de los temores en 1916 de que la producción de municiones se retrasara, la producción fue más que adecuada. La producción anual de artillería creció de 91 cañones en 1914 a 8.039 en 1918. Los aviones de guerra se dispararon de 200 en 1914 a 3.200 en 1918, mientras que la producción de ametralladoras pasó de 300 a 121.000.
En 1915, la Comisión Financiera Anglo-Francesa acordó un préstamo de 500 millones de dólares de bancos privados americanos. En 1916, Gran Bretaña financiaba la mayoría de los gastos de guerra del Imperio, todos los de Italia y dos tercios de los costos de guerra de Francia y Rusia, además de naciones más pequeñas. Las reservas de oro, las inversiones en el extranjero y el crédito privado se agotaron entonces obligando a Gran Bretaña a pedir prestado 4.000 millones de dólares del Tesoro de Estados Unidos en 1917-1918. Los envíos de materias primas y alimentos estadounidenses permitieron a Gran Bretaña alimentarse a sí misma y a su ejército manteniendo su productividad. La financiación fue en general exitosa, ya que la fuerte posición financiera de la ciudad minimizó los efectos dañinos de la inflación, a diferencia de las condiciones mucho peores de Alemania. El consumo general disminuyó un 18% de 1914 a 1919.
Los sindicatos fueron alentados a medida que el número de miembros crecía de 4,1 millones en 1914 a 6,5 millones en 1918, llegando a un máximo de 8,3 millones en 1920 antes de recaer a 5,4 millones en 1923. Las mujeres estaban disponibles y muchas entraron en las fábricas de municiones o tomaron otros empleos que habían dejado los hombres.

#### Energía
La energía fue un factor crítico para el esfuerzo bélico británico. La mayoría de los suministros de energía procedían de las minas de carbón en Gran Bretaña, donde la cuestión era el suministro de mano de obra. Sin embargo, era crítico el flujo de petróleo para los barcos, camiones y uso industrial. No había pozos de petróleo en Gran Bretaña, así que todo era importado. Los Estados Unidos bombeaban dos tercios del petróleo del mundo. En 1917, el consumo total británico era de 827 millones de barriles, de los cuales el 85 por ciento era suministrado por Estados Unidos y el 6 por ciento por México. El gran problema en 1917 era cuántos petroleros sobrevivirían a los submarinos alemanes. Los convoyes y la construcción de nuevos petroleros resolvieron la amenaza alemana, mientras que los estrictos controles gubernamentales garantizaban que todas las necesidades esenciales estuvieran cubiertas. Una Conferencia Interaliada de Petróleo asignó suministros americanos a Gran Bretaña, Francia e Italia.
En Gran Bretaña se produjo una crisis de petróleo debido a la campaña de submarinos alemanes de 1917. Standard Oil de NJ, por ejemplo, perdió 6 petroleros —incluyendo el flamante John D. Archbold— entre mayo y septiembre. La única solución a la crisis fue el aumento de los envíos de petróleo desde América. Los Aliados formaron la Conferencia Interaliada de Petróleo con Estados Unidos, Gran Bretaña, Francia e Italia como miembros. Standard y Royal Dutch/Shell la dirigieron y la hicieron funcionar. La introducción de convoyes como antídoto para los submarinos alemanes y el sistema de gestión conjunta de Standard Oil y Royal Dutch Shell ayudó a resolver los problemas de suministro de los Aliados. La estrecha relación de trabajo que se desarrolló fue en marcado contraste con la disputa entre el gobierno y la Standard Oil años antes. En 1917 y 1918, hubo un aumento de la demanda interna de petróleo en parte debido al frío invierno que creó una escasez de carbón. Las existencias y el petróleo importado de México se utilizaron para cerrar la brecha. En enero de 1918, el Administrador de Combustible de Estados Unidos ordenó a las plantas industriales al este de Misisipi que cerraran por una semana para liberar petróleo para Europa.
El aceite combustible para la Marina Real era la mayor prioridad. En 1917, la Marina Real consumía 12.500 toneladas al mes, pero tenía un suministro de 30.000 toneladas al mes de la Anglo-Persian Oil Company, usando sus pozos de petróleo en Persia.

#### Escocia
Los astilleros de Clydeside antes de 1914 habían sido los más activos del mundo, produciendo más de un tercio de toda la producción británica. Se expandieron en un tercio durante la guerra, principalmente para producir transportes del tipo que los submarinos alemanes estaban ocupados hundiéndose.    Confiando en la expansión de la posguerra, las compañías pidieron prestado mucho para expandir sus instalaciones. Pero después de la guerra, el empleo se redujo ya que los astilleros resultaron ser demasiado grandes, demasiado caros y demasiado ineficientes; en cualquier caso, la demanda mundial disminuyó. Los artesanos más cualificados se vieron especialmente afectados, porque había pocos usos alternativos para sus habilidades especializadas.

#### Irlanda
Irlanda estaba al borde de la guerra civil en 1914 después de que el Parlamento votara una ley de autonomía a la que se oponían intensamente los unionistas, especialmente los del Úlster. Cuando estalló la guerra la ley fue suspendida y los protestantes dieron un fuerte apoyo a la guerra en términos de servicio militar y producción industrial.
Ocurrió durante el período revolucionario de Irlanda, la experiencia nacionalista irlandesa de la guerra fue compleja y su recuerdo divisorio. Al estallar la guerra, la mayoría de los irlandeses, independientemente de su afiliación política, apoyó la guerra de manera muy similar a la de sus homólogos británicos, y tanto los líderes nacionalistas como los unionistas apoyaron inicialmente el esfuerzo bélico británico. Sus seguidores, tanto católicos como protestantes, sirvieron extensamente en las fuerzas británicas, muchos en tres divisiones especialmente irlandesas. Más de 200.000 irlandeses lucharon en la guerra, en varias batallas con 30.000 muertos. En 1916, los partidarios de la independencia irlandesa del Reino Unido aprovecharon la oportunidad de la guerra en curso para proclamar una República Irlandesa y defenderla en una rebelión armada contra el dominio británico en Dublín. La rebelión fue mal planificada y rápidamente suprimida. Después de las Cortes Marciales sumarias, los británicos ejecutaron a 15 de los prisioneros, lo que provocó que la opinión pública se pronunciara a favor de la independencia. La intención de Gran Bretaña de imponer el reclutamiento en Irlanda en 1918 provocó una resistencia generalizada y, como resultado, no se llevó a cabo.

#### La Commonwealth y el Imperio Británico
Las naciones de la Commonwealth y la India desempeñaron un papel importante. Las colonias asiáticas y africanas proporcionaron un gran número de trabajadores civiles, así como algunos soldados. El  ejército indio durante la Primera Guerra Mundial aportó un gran número de divisiones y brigadas independientes a los combates de guerra europeos, mediterráneos y de Oriente Medio. Más de un millón de tropas indias sirvieron en el extranjero, de las cuales 62.000 murieron y otras 67.000 fueron heridas.

##### Canadá
El Canadá fue próspero durante la guerra, pero el conflicto étnico se intensificó casi sin control. En cuanto a las tendencias económicas a largo plazo, la guerra apenas afectó a la dirección o la velocidad del cambio. La trayectoria de los principales factores económicos, el sistema empresarial y financiero y la tecnología continuaron su camino. Las mujeres tomaron temporalmente trabajos de guerra, y al final de la guerra hubo un gran descontento entre los miembros de los sindicatos y los agricultores durante algunos años.

##### Australia

La bandera de honor australiana, otorgada a los suscriptores del séptimo préstamo de guerra del gobierno australiano en 1918.

Billy Hughes, primer ministro desde octubre de 1915, amplió el papel del gobierno en la economía, al tiempo que se ocupaba de los intensos debates sobre el tema de la conscripción. El historiador Gerhard Fisher sostiene que el gobierno de Hughes promovió agresivamente la modernización económica, industrial y social. Sin embargo, Fischer también dice que lo hizo mediante la exclusión y la represión. Dice que la guerra convirtió a una nación pacífica en «una nación violenta, agresiva, angustiada y conflictiva, desgarrada por las invisibles líneas de frente de la división sectaria, el conflicto étnico y la agitación socioeconómica y política».
En 1914 la economía australiana era pequeña, pero la población de cinco millones de habitantes era casi la más próspera del mundo per cápita. La nación dependía de la exportación de lana, cordero, trigo y minerales. Londres aseguró que suscribiría el seguro contra riesgos de guerra para el transporte marítimo a fin de permitir que el comercio entre la Commonwealth continuara ante la amenaza de los submarinos alemanes. Londres impuso controles para que ninguna exportación terminara en manos alemanas. El gobierno británico protegió los precios comprando productos australianos, aunque la escasez de transporte significaba que no había posibilidad de que los recibieran. En general, el comercio australiano se expandió. En términos de valor, las exportaciones australianas aumentaron casi un 45%, mientras que el número de australianos empleados en la industria manufacturera aumentó más de un 11%. La minería del hierro y la fabricación de acero crecieron enormemente. La inflación se convirtió en un factor a medida que subían los precios al consumidor, mientras que el costo de las exportaciones se mantuvo deliberadamente por debajo del valor de mercado en un esfuerzo por evitar más presiones inflacionistas en todo el mundo. Como resultado, el costo de vida de muchos australianos promedio se incrementó.
El movimiento sindical, que ya era poderoso, creció rápidamente, aunque el movimiento se dividió por la cuestión política del servicio militar obligatorio. A pesar de los considerables aumentos en los costos de muchos artículos básicos, el gobierno buscó estabilizar los salarios, con gran enfado de los sindicalistas, el salario medio semanal que durante la guerra aumentó entre un 8 y un 12 por ciento, no fue suficiente para mantenerse al día con la inflación y, como resultado, hubo un descontento considerable entre los trabajadores, en la medida en que le siguió la huelga. No todas estas disputas se debieron a factores económicos y, de hecho, en parte fueron el resultado de una oposición violenta al tema del reclutamiento, al que se oponían muchos sindicalistas. Sin embargo, el resultado fue muy perturbador y se ha estimado que entre 1914 y 1918 hubo 1.945 huelgas laborales, lo que resultó en 8.533.061 días laborales perdidos y £ 4.785.607 en salarios perdidos.
El costo de la guerra fue de 377 millones de libras, de los cuales el 70% fue prestado y el resto provino de impuestos. En general, la guerra tuvo un impacto significativamente negativo en la economía de Australia. El producto interno bruto (PIB) agregado real, disminuyó en un 9.5 por ciento durante el período de 1914 a 1920, mientras que la movilización de personal resultó en una disminución del 6 por ciento en el empleo civil. Mientras tanto, aunque el crecimiento de la población continuó durante los años de la guerra, fue solamente la mitad que la tasa de preguerra. Los ingresos per cápita también disminuyeron drásticamente, cayendo en un 16 por ciento.

##### Sudáfrica
El principal papel económico de Sudáfrica fue el suministro de dos tercios de la producción de oro del Imperio Británico —la mayor parte del resto procedía de Australia—. Cuando comenzó la guerra, los funcionarios del Banco de Inglaterra trabajaron con el gobierno de Sudáfrica para bloquear cualquier envío de oro a Alemania, y obligar a los propietarios de las minas a vender solamente al Tesoro, a los precios fijados por éste. Esto facilitó la compra de municiones y alimentos a los Estados Unidos, y otros países neutrales. Hacia 1919 Londres perdió el control en favor de las empresas mineras —que ahora estaban respaldadas por el gobierno sudafricano—. Querían los precios más altos y las ventas en Nueva York que un mercado libre proporcionaría.

### Bélgica

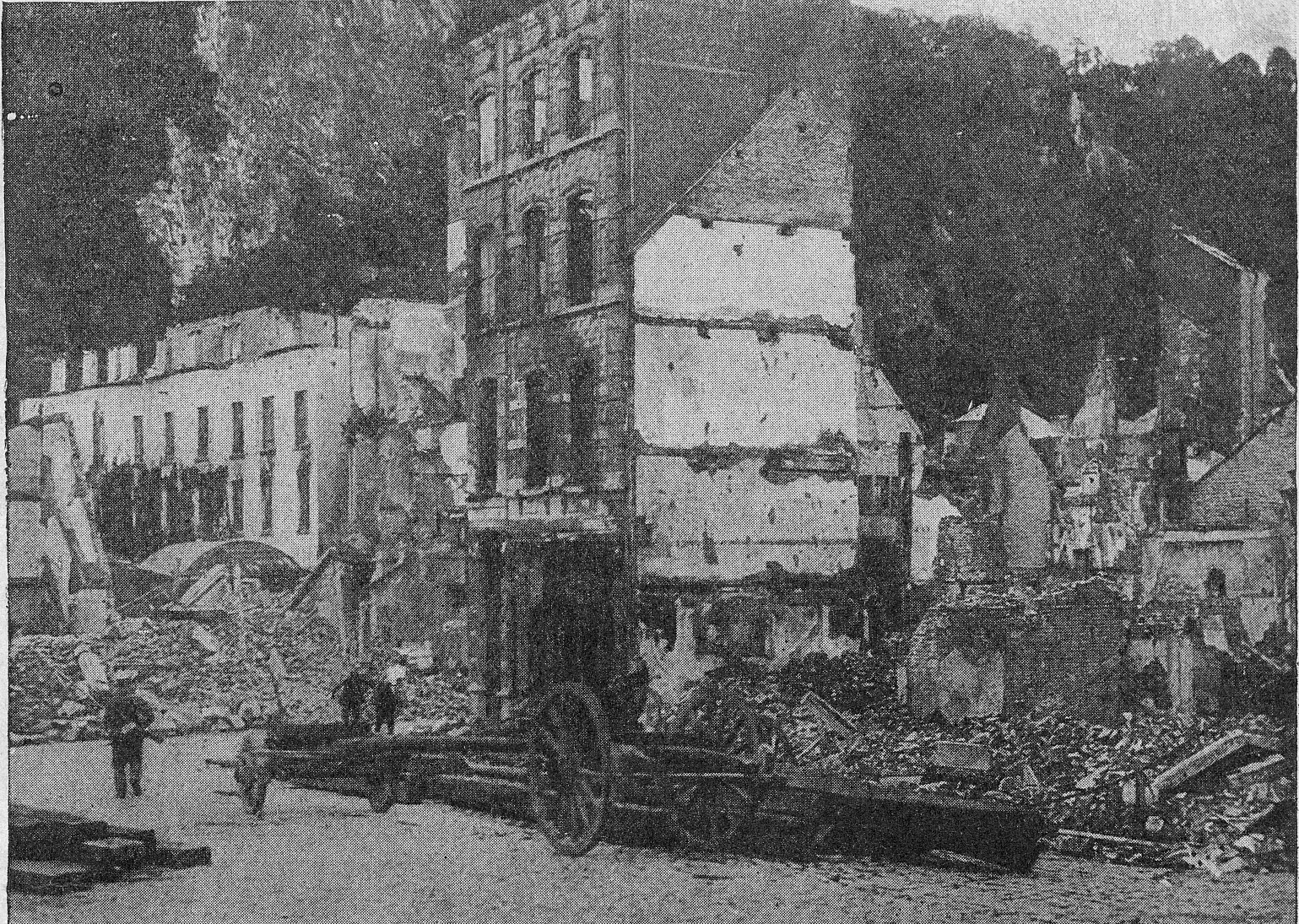
Casas destruidas en Dinant, 1915. Bélgica sufrió daños materiales importantes, lo que representó un obstáculo importante para su recuperación económica después de la guerra.

Los alemanes invadieron Bélgica al principio de la guerra, la cual permaneció ocupada durante toda la guerra. Hubo una resistencia espontánea a gran escala, tanto militante como pasiva. Más de 1,4 millones de refugiados huyeron a Francia o a los Países Bajos neutrales.[38]. Más de la mitad de los regimientos alemanes en Bélgica estuvieron involucrados en incidentes importantes. Después de las atrocidades cometidas por el ejército alemán en las primeras semanas de la guerra, los funcionarios alemanes tomaron el control y en general fueron correctos, aunque estrictos y severos. Bélgica estaba fuertemente industrializada; mientras que las granjas funcionaban y los pequeños comercios permanecían abiertos, algunos grandes establecimientos cerraron o redujeron drásticamente su producción. La facultad cerró las universidades; muchos editores cerraron sus periódicos. La mayoría de los belgas «convirtieron los cuatro años de guerra en unas vacaciones largas y extremadamente aburridas», según Kossmann. En 1916 Alemania deportó a 120.000 hombres para que trabajaran en Alemania; esto provocó protestas de países neutrales y fueron devueltos. Alemania, entonces, despojó a algunas fábricas de maquinaria útil y utilizó el resto como chatarra para sus acerías.
Al comienzo de la guerra, el Banco Nacional reunió monedas de plata de 5 francos y las fundió para aumentar sus reservas de plata, estas monedas se podían cambiar por billetes de papel y más tarde por monedas de zinc, aunque muchas de las monedas de plata desmonetizadas se acapararon. Con la invasión alemana, las reservas del Banco Nacional se transfirieron a Amberes y finalmente a Inglaterra, donde se depositaron en el Banco de Inglaterra. Durante la ocupación alemana hubo una escasez de monedas y billetes oficiales en circulación, por lo que alrededor de 600 comunas, gobiernos locales y empresas emitieron su propio dinero de necesidad no oficial para permitir el funcionamiento continuo de las economías locales. El franco belga se fijó a un tipo de cambio de 1 franco por 1,25 marcos alemanes, que también se introdujo como moneda de curso legal.
Los países neutrales, encabezados por los Estados Unidos, establecieron la Comisión de Socorro en Bélgica, encabezada por el ingeniero estadounidense Herbert Hoover. Esta Comisión envió grandes cantidades de alimentos y suministros médicos, que trató de reservar para los civiles y mantenerlos fuera de las manos de los alemanes. Muchas empresas colaboraron con los alemanes. El gobierno estableció procedimientos judiciales para castigar a los colaboradores.

#### Congo Belga

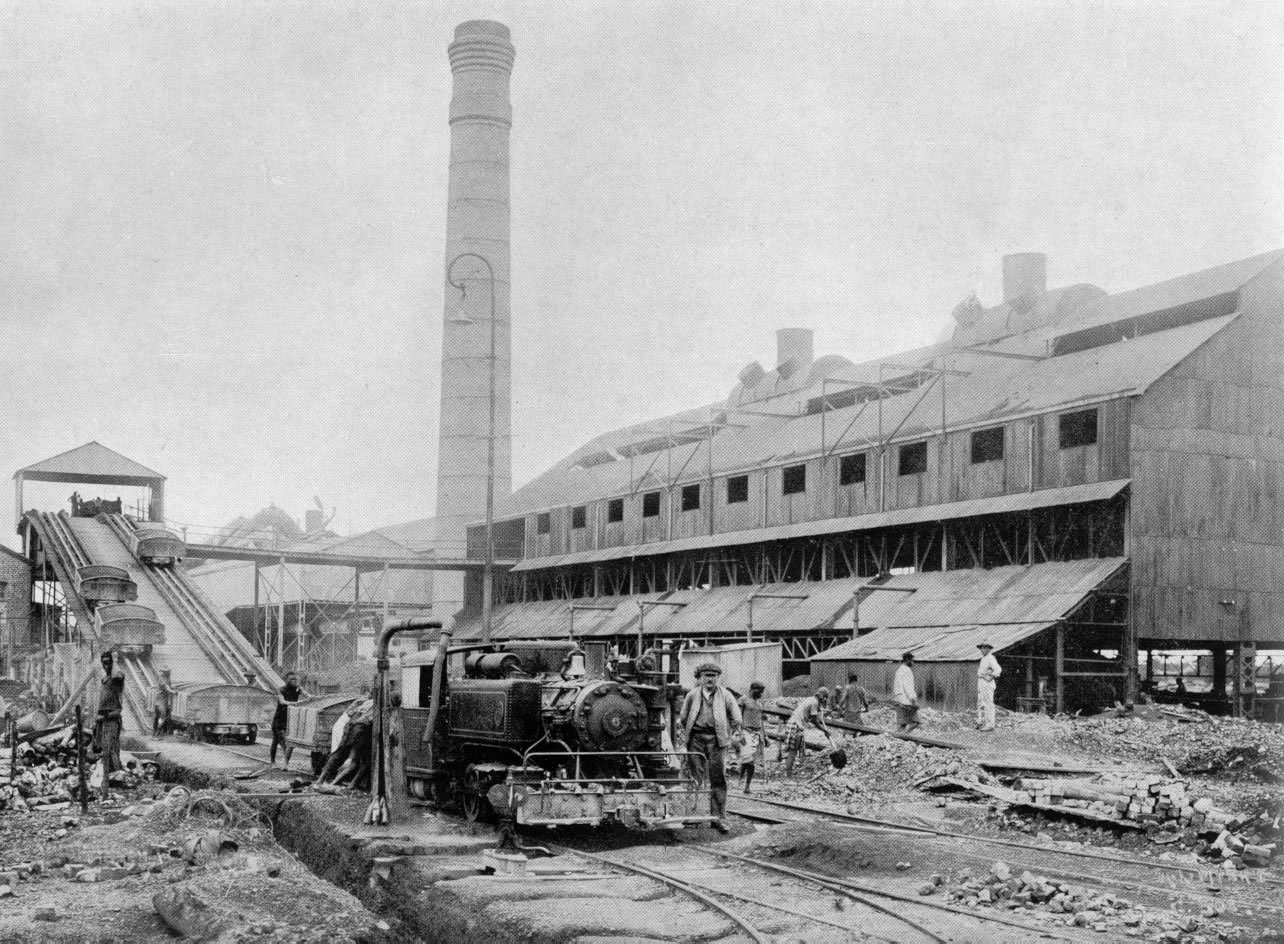
Procesado de minera de Unión Minera del Alto Katanga (UMHK) (cobre, cobalto, uranio) en Élisabethville (en la actualidad Lubumbashi) en 1917.

El caucho había sido durante mucho tiempo la principal exportación del Congo Belga y los niveles de producción se mantuvieron durante la guerra, pero su importancia disminuyó del 77% de las exportaciones (en valor) a solamente el 15%. Se abrieron nuevos recursos, especialmente la minería del cobre en la provincia de Katanga. La empresa Unión Minera del Alto Katanga dominó la industria del cobre, exportando su producto a lo largo de una línea ferroviaria directa al mar en Beira. La guerra provocó una fuerte demanda de cobre, y la producción se disparó de 997 toneladas en 1911 a 27.000 toneladas en 1917, para luego descender a 19.000 toneladas en 1920. En Elisabethville funcionan fundiciones. Antes de la guerra, el cobre se vendía a Alemania y, para evitar la pérdida de capacidad, los británicos compraban toda la producción del Congo durante la guerra y los ingresos se destinaban al gobierno belga en el exilio. La minería de diamantes y oro también se expandió durante la guerra. La empresa anglo-holandesa Lever Bros. expandió enormemente el negocio del aceite de palma durante la guerra y se incrementó la producción de cacao, arroz y algodón. Se abrieron nuevas líneas de ferrocarril y de barcos de vapor para manejar el creciente tráfico de exportación.

### Francia

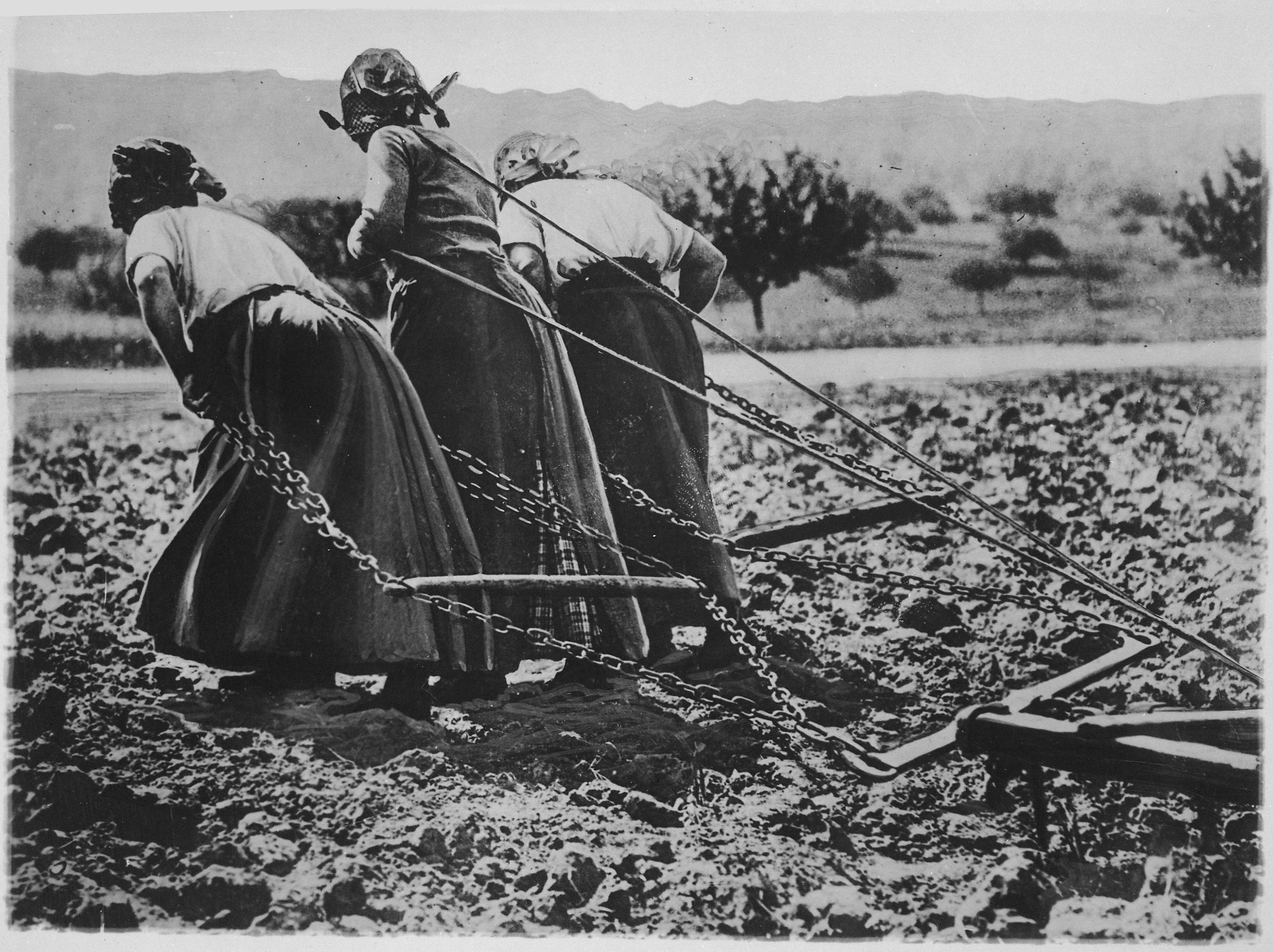
Fotografía francesa titulada «Mujeres heroicas de Francia. Atadas al arado, cultivan la tierra. Toda la agricultura descansó sobre sus hombros. Sin quejarse, con una actitud que equivale casi a una exaltación religiosa, la mujer de Francia lleva la carga», c. 1917-1920, ensalzando la contribución femenina a la agricultura.

La invasión alemana capturó el 40% de la industria pesada de Francia en 1914, especialmente en el acero y el carbón. El PIB francés en 1918 fue un 24% menor que en 1913; desde que un tercio se dedicó a la guerra, el nivel de vida de los civiles se redujo a la mitad. Pero miles de pequeñas fábricas se abrieron en toda Francia, contratando mujeres, jóvenes, ancianos, veteranos discapacitados y soldados detrás de las líneas. Se trajeron trabajadores argelinos y vietnamitas. Las plantas producían 200.000 proyectiles de 75 mm al día. Estados Unidos proporcionó mucha comida, acero, carbón, máquinas y herramientas, y 3.6 mil millones $ en préstamos para financiarlo todo; los británicos prestaron otros 3 mil millones $.
Un alivio considerable vino con la afluencia de alimentos, dinero y materias primas estadounidenses en 1917. La economía fue sostenida después de 1917 por préstamos del gobierno estadounidense que se utilizaron para comprar alimentos y productos manufacturados. La llegada de más de un millón de soldados estadounidenses en 1918 supuso un gran gasto en alimentos y materiales de construcción. Las diversas regiones de Francia sufrieron de diferentes maneras. Mientras que el área ocupada en 1913 contenía solamente el 14% de los trabajadores industriales de Francia, producía el 58% del acero y el 40% del carbón. Los contratos de guerra hicieron prosperar a algunas empresas, pero en general no compensaron la pérdida de mercados extranjeros. Hubo una pérdida permanente de población causada por muertes en batalla y emigración.
La economía de Argelia se vio gravemente perturbada. Las líneas internas de comunicación y transporte se interrumpieron y hubo que recortar los envíos de la principal exportación, el vino barato. El crimen se disparó cuando las fuerzas francesas fueron transferidas al frente occidental y hubo disturbios en la provincia de Batna. La escasez aumentó, la inflación se disparó, los bancos cortaron el crédito y el gobierno provincial fue ineficaz.

#### Finanzas
El gobierno francés emitió cuatro bonos de guerra en el mercado de Londres y recaudó 55 millones de libras. Estos bonos estaban denominados en francos en vez de en libras o en oro, y no estaban garantizados contra las fluctuaciones del tipo de cambio. Después de la guerra el franco perdió valor y los tenedores de bonos británicos intentaron, y fracasaron, obtener una restitución.
J.P. Morgan & Co. de Nueva York era el mayor financiero americano de los Aliados, y trabajaba estrechamente con los banqueros franceses. Sin embargo sus tratos se volvieron tensos debido a los crecientes malentendidos entre los banqueros de Wall Street y los banqueros y diplomáticos franceses.

#### Colonias francesas
Las colonias francesas suministraban trabajadores para las fábricas de municiones y otros trabajos en Francia. Un ejemplo famoso fue Hồ Chí Minh, que trabajaba en París y era muy activo en la organización de los compañeros vietnamitas, e incluso exigía una voz París (1919)|Conferencia de Paz de París en 1919]]. El ejército francés reclutó a cientos de miles de colonos. De África vinieron 212.000 soldados, de los cuales 160.000 lucharon en el frente occidental.
La rápida e imprevista acumulación de operaciones militares francesas en África interrumpió las relaciones comerciales normales y de todas las colonias, especialmente interrumpiendo el suministro de alimentos para las ciudades y distorsionando los mercados laborales locales. Los administradores franceses, centrados en el apoyo a los ejércitos del Frente Occidental, ignoraron o suprimieron los movimientos de protesta.

### Rusia
La economía rusa estaba demasiado atrasada para sostener una guerra importante, y las condiciones se deterioraron rápidamente, a pesar de la ayuda financiera de Gran Bretaña. A finales de 1915 había una gran escasez de proyectiles de artillería. El ejército ruso, muy grande pero mal equipado, luchó tenazmente y desesperadamente a pesar de su mala organización y la falta de municiones. Las pérdidas fueron enormes. Para 1915, muchos soldados fueron enviados al frente desarmados, y se les dijo que recogieran todas las armas que pudieran del campo de batalla.
El comienzo de la Primera Guerra Mundial expuso las débiles capacidades administrativas del gobierno zarista bajo Nicolás II de Rusia. Una muestra de unidad nacional había acompañado la entrada de Rusia en la guerra, con la defensa de los serbios eslavos como principal grito de guerra. En el verano de 1914, la Duma y la zemstvo expresaron su total apoyo al esfuerzo bélico del gobierno. La conscripción inicial estaba bien organizada y era pacífica, y la fase temprana de la construcción militar de Rusia mostró que el imperio ruso había aprendido las lecciones de la guerra ruso-japonesa. Pero los reveses militares y la incompetencia del gobierno pronto amargaron a gran parte de la población. El control enemigo del Mar Báltico y el Mar Negro separó a Rusia de la mayoría de sus suministros y mercados extranjeros.
Rusia no se había preparado para una guerra importante y reaccionó muy lentamente a medida que los problemas aumentaban en 1914-1916. La inflación se convirtió en un problema serio. Debido a la falta de apoyo material para las operaciones militares, se formaron los Comités de Industria Bélica para asegurar que los suministros necesarios llegaran al frente. Pero los oficiales del ejército discutieron con los líderes civiles, tomaron el control administrativo de las áreas del frente y se negaron a cooperar con el comité. El gobierno central desconfiaba de las actividades independientes de apoyo a la guerra que organizaban las zemstvo y las ciudades. La Duma se peleó con la burocracia bélica del gobierno, y los diputados del centro y centro-izquierda acabaron formando el Bloque Progresista para crear un gobierno genuinamente constitucional. Mientras que el gobierno central se vio obstaculizado por la intriga de los tribunales, la tensión de la guerra comenzó a causar disturbios populares. La escasez de alimentos afectó cada vez más a las zonas urbanas, debido a las adquisiciones militares, la impracticabilidad del transporte, la agitación financiera y la mala gestión administrativa. Hacia 1915, los altos precios de los alimentos y la escasez de combustible provocaron huelgas en algunas ciudades. Los disturbios por alimentos se hicieron más comunes y más violentos, y prepararon a la población enojada para los ataques contra el régimen zarista. Los trabajadores, que habían ganado el derecho a la representación en los departamentos del Comité de Industrias de Guerra, utilizaron esas secciones para movilizar la oposición política. La población rural también se estaba volviendo inquieta. Los soldados eran cada vez más insubordinados, en particular los campesinos recién reclutados que se enfrentaban a la perspectiva de ser utilizados como carne de cañón en la inepta conducción de la guerra.
La difícil situación siguió deteriorándose. El creciente conflicto entre el zar y la Duma destruyó el apoyo popular y de la élite al antiguo régimen. A principios de 1917, el deterioro del transporte ferroviario causó una aguda escasez de alimentos y combustible, que dio lugar a una escalada de disturbios y huelgas. Las autoridades convocaron a las tropas para sofocar los desórdenes en Petrogrado —como se había llamado a San Petersburgo desde septiembre de 1914, para rusificar el nombre germánico—. En 1905 las tropas habían disparado contra los manifestantes y salvado la monarquía, pero en 1917 las tropas entregaron sus armas a las airadas multitudes. El apoyo público al régimen zarista simplemente se evaporó en 1917, poniendo fin a tres siglos de  dominio Románov.

### Italia
Italia se unió a los Aliados en 1915, pero estaba mal preparada para la guerra. Los préstamos de Gran Bretaña cubrieron casi todos sus gastos militares. El ejército italiano de 875.000 hombres estaba mal dirigido, sin artillería pesada ni ametralladoras. La base industrial era demasiado pequeña para proporcionar una cantidad suficiente de tecnología moderna y la antigua base rural produciría un exceso de alimentos.
Antes de la guerra, el gobierno había ignorado los temas laborales, pero ahora tenía que intervenir para movilizar la producción militar. Como la principal clase trabajadora del Partido Socialista no quería apoyar el esfuerzo militar, las huelgas eran frecuentes y la cooperación era mínima, especialmente en los bastiones socialistas de Piamonte y Lombardía. El gobierno estableció escalas salariales elevadas e introdujo sistemas de negociación colectiva y planes de seguros. Muchas grandes empresas se expandieron de manera espectacular. El personal de la empresa Ansaldo aumentó de 6.000 a 110.000. Produjo 10.900 piezas de artillería, 3.800 aviones de combate, 95 buques de guerra y 10 millones de proyectiles de artillería. La plantilla de la empresa Fiat aumentó de 4.000 a 40.000. La inflación duplicó el costo de vida. Los salarios en la industria se mantuvieron al mismo nivel, en contraste con los salarios de los trabajadores agrícolas. Las quejas eran muy grandes en áreas rurales, debido a que muchos hombres fueron reclutados para el servicio, los trabajos industriales no estaban disponibles, los salarios crecieron lentamente y la inflación era igual de mala.

### Estados Unidos

#### Confusión económica de 1917

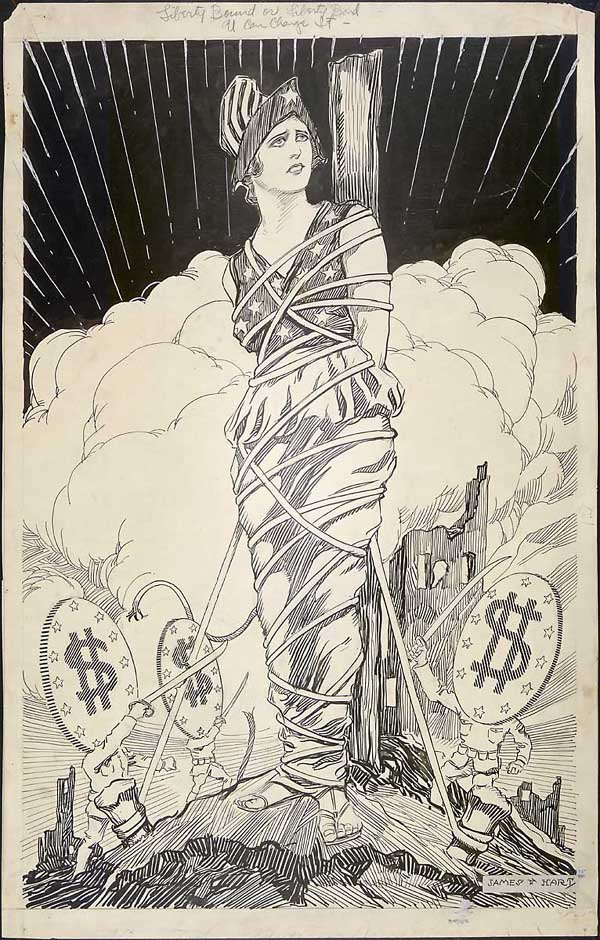
Cartel para promover la venta de los Bonos de Libertad, c. 1917-1918; las monedas aportadas cortarán las cuerdas que unen Columbia a la hoguera.

En cuanto a la producción de municiones, los 15 meses posteriores a abril de 1917 implicaron un sorprendente desfile de errores, entusiasmo equivocado y confusión. Los estadounidenses estaban lo suficientemente dispuestos, pero no sabían cuál era su papel. Wilson fue incapaz de averiguar qué hacer cuándo, o incluso de decidir quién estaba a cargo. Típico de la confusión fue la escasez de carbón que golpeó en diciembre de 1917. Debido a que el carbón era, con mucho, la mayor fuente de energía y calor, se produjo una grave crisis. De hecho, se extraía mucho carbón, pero 44.000 vagones de carga de carbón estaban atrapados en horribles atascos de tráfico en los patios del ferrocarril de la Costa Este. Doscientos barcos esperaban en el puerto de Nueva York para una carga que se retrasó por el desorden. La solución incluía nacionalizar las minas de carbón y los ferrocarriles mientras durara, cerrar las fábricas un día a la semana para ahorrar combustible y aplicar un estricto sistema de prioridades. Solamente en marzo de 1918 Wilson finalmente tomó el control de la crisis.

#### Mujeres
Con la guerra, muchas mujeres accedieron y asumieron trabajos tradicionalmente asignados a los hombres. Muchas trabajaron en las líneas de montaje de las fábricas, produciendo camiones y municiones. La moral de las mujeres permaneció alta, ya que millones se unieron a la Cruz Roja como voluntarias para ayudar a los soldados y a sus familias. Con raras excepciones, las mujeres no protestaron contra el reclutamiento. Por primera vez, los grandes almacenes emplearon a mujeres afroamericanas como operadoras de ascensores y camareras de cafetería.

#### Trabajo
Samuel Gompers, jefe de la American Federation of Labor (AFL), y casi todos los sindicatos apoyaron fuertemente el esfuerzo de la guerra. Minimizaron las huelgas mientras los salarios se disparaban y se alcanzaba el pleno empleo. Los sindicatos de la AFL alentaron fuertemente a sus jóvenes a alistarse en el ejército, y se opusieron ferozmente a los esfuerzos para reducir el reclutamiento y disminuir la producción de la guerra por parte del sindicato de trabajadores antiguerra llamado Industrial Workers of the World (IWW) y también los socialistas de izquierda. El presidente Wilson nombró a Gompers para el poderoso Consejo de Defensa Nacional, donde estableció el Comité de Guerra contra el Trabajo. Los miembros de la AFL se dispararon a 2,4 millones en 1917. En 1919, la Unión trató de hacer permanentes sus ganancias y convocó una serie de grandes huelgas en la industria cárnica, siderúrgica y otras industrias. Las huelgas, todas las cuales fracasaron, obligaron a los sindicatos a volver a su posición alrededor de 1910.

## Potencias Centrales

### Alemania

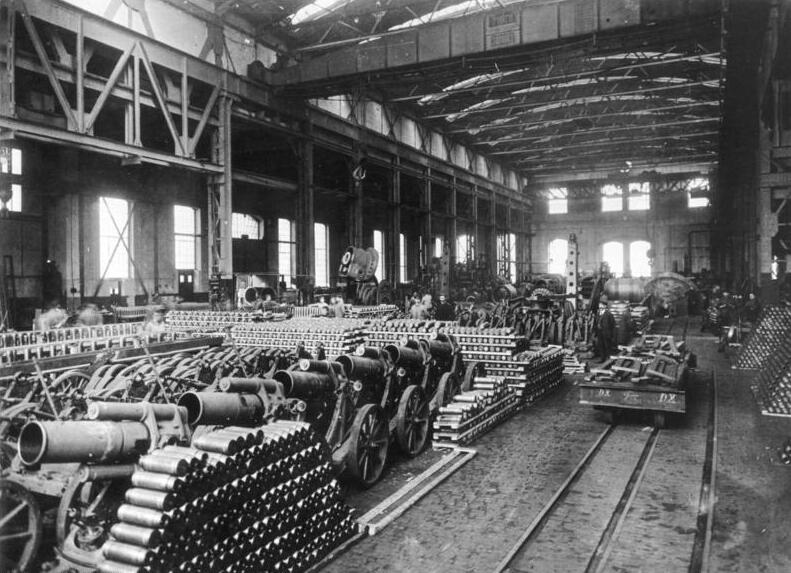
Fábrica alemana de municiones, 1916.

Aunque Alemania movilizó rápidamente a sus soldados, tuvo que improvisar la movilización de la economía civil para el esfuerzo bélico. Se vio gravemente perjudicada por el bloqueo británico que cortó los suministros de alimentos, maquinaria y materias primas.
Walter Rathenau desempeñó un papel fundamental para convencer al Ministerio de Guerra de que creara el Departamento de Materias Primas de Guerra (Kriegsrohstoffabteilung-"KRA"); estuvo a cargo de él desde agosto de 1914 hasta marzo de 1915 y estableció las políticas y procedimientos básicos. Su personal superior fue prestado por la industria. El KRA se centró en las materias primas amenazadas por el bloqueo británico, así como en los suministros procedentes de los países de Bélgica y Francia ocupados. Fijaba los precios y regulaba la distribución a las industrias bélicas vitales. Comenzó el desarrollo de materias primas de segunda mano. El KRA sufrió muchas ineficiencias causadas por la complejidad y el egoísmo que encontró en el comercio, la industria y el gobierno. Se crearon unas dos docenas de agencias adicionales que se ocupaban de productos específicos; las agencias podían confiscar los suministros y redirigirlos a las fábricas de municiones. Se crearon cárteles y las pequeñas empresas se fusionaron en otras más grandes para una mayor eficiencia y facilidad de control central.
Aunque existe la creencia de que la desigualdad entre la población alemana solamente aumentó durante la Primera Guerra Mundial, varios estudios han demostrado lo contrario. Se demostró que los ingresos de la mayoría de las empresas disminuyeron proporcionalmente a la pérdida del salario real. Además, los beneficios empresariales internacionales —por ejemplo, en el Reino Unido— de esa época eran generalmente más elevados que los de Alemania. Las únicas empresas que experimentaron un aumento de los beneficios fueron las relacionadas con las industrias química,  metalúrgica y de  maquinaria. A éstas se las denominaba generalmente «especuladoras de la guerra».
Los militares asumieron un papel cada vez más dominante en el establecimiento de prioridades económicas y en el control directo de industrias vitales. Normalmente era ineficiente, pero funcionaba muy bien en los aviones. El ejército fijaba los precios y los salarios, concedía exenciones de reclutamiento, garantizaba el suministro de crédito y materias primas, limitaba los derechos de patente y supervisaba las relaciones entre la dirección y los trabajadores. La industria se expandió muy rápidamente con productos de alta calidad y muchas innovaciones, y pagaba salarios muy por encima de la norma para trabajadores cualificados.
El gasto total del gobierno nacional alcanzó los 170.000 millones de marcos durante la guerra, de los cuales los impuestos cubrieron el 8%, y el resto fue prestado por los bancos alemanes y los ciudadanos privados. Ocho préstamos de guerra nacionales llegaron a toda la población y recaudaron 100 millones de marcos. Resultó casi imposible pedir dinero prestado al exterior. La deuda nacional pasó de solamente 5.000 millones de marcos en 1914 a 156.000 millones en 1918. Estos bonos quedaron sin valor en 1923 debido a la hiperinflación.
A medida que la guerra avanzaba, las condiciones se deterioraron rápidamente en el frente interno, con una grave escasez de alimentos en todas las zonas urbanas para 1915. Las causas fueron el traslado de muchos agricultores y trabajadores de la alimentación al ejército, un sistema ferroviario sobrecargado, la escasez de carbón y el bloqueo británico que cortó las importaciones del extranjero. El invierno de 1916-1917 se conoció como el «invierno del nabo», porque esa verdura, que normalmente alimentaba al ganado, fue utilizada por la gente como sustituto de las patatas y la carne, que eran cada vez más escasas. Se abrieron miles de comedores de beneficencia para alimentar a la gente hambrienta, que se quejaba de que los agricultores se quedaban con los alimentos. Incluso el ejército tuvo que reducir las raciones para los soldados. La moral tanto de los civiles como de los soldados continuó hundiéndose.

### Imperio otomano
En el Imperio otomano los nacionalistas turcos tomaron el control antes de que empezara la guerra. Expulsaron a los griegos y armenios que habían sido la columna vertebral de la comunidad empresarial, sustituyéndolos por turcos étnicos a los que se les concedieron contratos favorables pero que carecían de las conexiones internacionales, las fuentes de crédito y las habilidades empresariales necesarias para los negocios. La economía otomana se basaba en la agricultura de subsistencia; había muy poca industria. El trigo turco tenía una gran demanda, pero el transporte era rudimentario y no llegaba mucho a Alemania. La guerra cortó las importaciones excepto las de Alemania. Los precios se cuadruplicaron. Los alemanes proporcionaron préstamos y suministraron al ejército equipos, especialmente equipos belgas y rusos capturados. Otros suministros escaseaban; los soldados estaban a menudo en harapos. Los servicios médicos eran muy malos y las tasas de enfermedad y muerte eran altas. La mayoría de los soldados otomanos desertaron cuando tuvieron la oportunidad, por lo que el nivel de fuerza se redujo de una fuerza máxima de 800.000 en 1916 a solamente 100.000 en 1918.

### Imperio astrohúngaro
La unión personal monárquica austro-húngara de los dos países fue el resultado del Compromiso de 1867. El Reino de Hungría perdió su antiguo estatus después de la Revolución húngara de 1848. Sin embargo, tras las reformas de 1867, los estados austriaco y húngaro se hicieron co-iguales dentro del Imperio. Austria-Hungría era geográficamente el segundo país más grande de Europa después del Imperio ruso, con 621.538 km²,[78] y el tercero más poblado —después de Rusia y el Imperio alemán—. En comparación con Alemania y Gran Bretaña, la economía austrohúngara se quedó muy atrás, ya que la modernización sostenida había comenzado mucho más tarde en Austria-Hungría. El Imperio construyó la cuarta industria de fabricación de maquinaria más grande del mundo, después de los Estados Unidos, Alemania y Gran Bretaña. También fue el tercer fabricante y exportador mundial de electrodomésticos, aparatos industriales eléctricos e instalaciones para centrales eléctricas, después de los Estados Unidos y el Imperio alemán.
El Imperio de Austria y el Reino de Hungría siempre habían mantenido parlamentos separados: el Consejo Imperial (Austria) y la Dieta de Hungría. Excepto por la Pragmática Sanción de 1713, las leyes comunes nunca existieron en el Imperio de Austria y el Reino de Hungría.
No había una ciudadanía común: uno era ciudadano austriaco o húngaro, nunca ambos. Austria y Hungría eran entidades fiscalmente soberanas e independientes. El Reino de Hungría podía conservar su presupuesto separado e independiente.
Sin embargo, a finales del siglo XIX, las diferencias económicas comenzaron a nivelarse gradualmente a medida que el crecimiento económico en las partes orientales del Imperio superaba constantemente al de las occidentales. La fuerte agricultura e industria alimentaria del Reino de Hungría, con el centro de Budapest, se hizo predominante dentro del imperio y constituyó una gran proporción de las exportaciones al resto de Europa. Mientras tanto, las zonas occidentales, concentradas principalmente en torno a Praga y Viena, sobresalían en diversas industrias manufactureras. Esta división del trabajo entre el este y el oeste, además de la unión económica y monetaria existente, dio lugar a un crecimiento económico aún más rápido en toda Austria-Hungría a principios del siglo XX. Austria pudo conservar su dominio dentro del imperio en los sectores de la primera Revolución Industrial, pero Hungría tenía una mejor posición en las industrias de la segunda Revolución Industrial, en estos sectores industriales modernos la competencia austriaca no podía llegar a ser abrumadora.
La industria pesada del imperio se había centrado sobre todo en la construcción de maquinaria, especialmente para la industria de la energía eléctrica, la industria ferroviaria y la industria automotriz, mientras que en la industria ligera, la de la mecánica de precisión era la más dominante.
Durante la guerra, los gobiernos nacionales de Viena y Budapest establecieron una economía de guerra altamente centralizada, dando lugar a una dictadura burocrática. Se reclutaron trabajadores e ingenieros cualificados sin darse cuenta del daño que causaba a la economía.
La región checa tenía una economía más avanzada, pero era reacia a apoyar el esfuerzo de la guerra. Los checos rechazaban cualquier unión aduanera con Alemania, porque amenazaba su idioma y su cultura. Los banqueros checos tenían la vista puesta en una pronta independencia; compraron muchos valores de las tierras checas, asegurando así su fuerte posición interna en lo que se convirtió en Checoslovaquia en 1918.

### Bulgaria

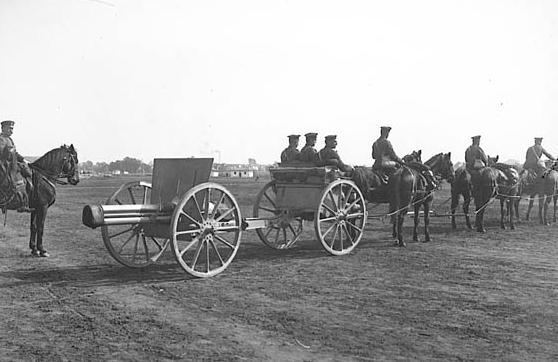
En 1915, el ejército búlgaro tenía 428 cañones de campaña de 75 mm de disparo rápido.

Bulgaria, una nación rural pobre de 4,5 millones de personas, al principio se mantuvo neutral. En 1915 se unió a las Potencias Centrales.
Movilizó un ejército muy grande de 800.000 hombres, usando equipo suministrado por Alemania. Bulgaria estaba mal preparada para una larga guerra; la ausencia de tantos soldados redujo drásticamente la producción agrícola. Gran parte de sus mejores alimentos se contrabandeaban para alimentar los lucrativos mercados negros de otros lugares. Para 1918 los soldados no solamente carecían de equipo básico como botas, sino que se les alimentaba principalmente con pan de maíz con un poco de carne. El tratado de paz de 1919 despojó a Bulgaria de sus conquistas, redujo su ejército a 20.000 hombres y exigió una reparación de 100 millones de libras esterlinas.

## Países neutrales

### chile
El comercio internacional de Chile se derrumbó y los ingresos del Estado se redujeron a la mitad de su valor anterior tras el comienzo de la Primera Guerra Mundial en 1914. El proceso de Haber, aplicado por primera vez a escala industrial en 1913 y posteriormente utilizado como parte del esfuerzo bélico de Alemania debido a su falta de acceso al salitre chileno, puso fin al monopolio de Chile sobre el salitre y provocó un declive económico en el país. Además de esto, la apertura del Canal de Panamá en 1914 causó una severa caída del tráfico en los puertos chilenos debido a los cambios en las rutas comerciales marítimas.

## Posguerra

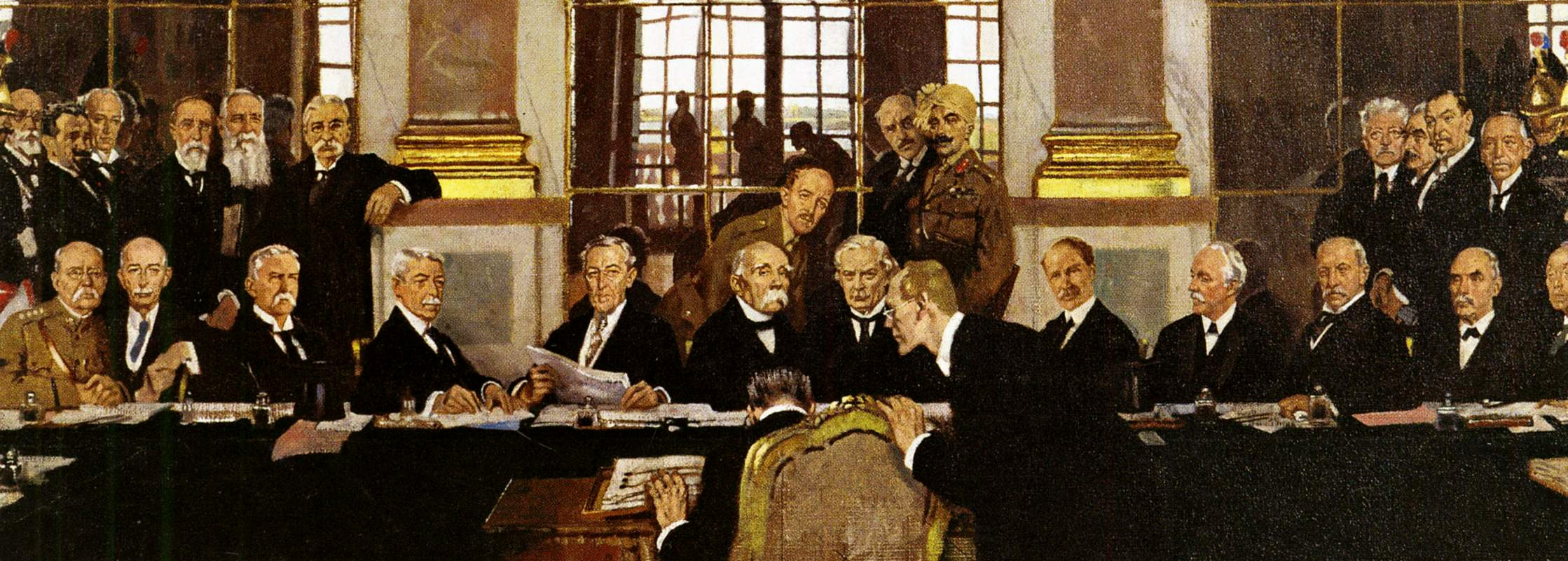
Johannes Bell de Alemania se representado en la firma de los tratados de paz el 28 de junio de 1919 en la pintura La firma de la paz en el Salón de los Espejos, por William Orpen.

Las condiciones en el continente eran malas para todos los beligerantes. Gran Bretaña sufrió el menor daño en su economía civil, aparte de la pérdida de hombres. El mayor daño fue para su marina mercante y para sus posesiones financieras. Los Estados Unidos y Canadá prosperaron durante la guerra. Las reparaciones impuestas a Alemania por el Tratado de Versalles (1919) se suponía, en teoría, que restauraban el daño a las economías civiles, pero poco del dinero de las reparaciones se destinó a eso. La mayoría de los pagos de las reparaciones de Alemania se financiaron con préstamos de los bancos estadounidenses, y los beneficiarios los utilizaron para pagar los préstamos que tenían del Tesoro de los Estados Unidos. Entre 1919 y 1932, Alemania pagó 19.000 millones de marcos de oro en concepto de reparaciones y recibió 27.000 millones de marcos de oro en préstamos de banqueros de Nueva York y otros. Estos préstamos fueron finalmente devueltos por Alemania después de la Segunda Guerra Mundial.

### Europa en general
- Aldcroft, Derek. The European Economy 1914–2000 (Routledge, 2002)
- Balderston, Theo. "Industrial Mobilization and War Economies," in John Horn, ed. Companion to World War I (2012) 217-233
- Beckett, Ian F. W. The Great War: 1914–1918 (2007) pp 204–15, 242–279, 315–36
- Bogart, Ernest Ludlow. War costs and their financing: a study of the financing of the war and the after-war problems of debt and taxation (1921) online
- Bogart, E.L. Direct and Indirect Costs of the Great World War (2nd ed. 1920) online 1919 1st edition; comprehensive coverage of every major country; another copy online free Archivado el 10 de marzo de 2016 en Wayback Machine.
- Broadberry, Stephen and Mark Harrison, eds. The Economics of World War I (2005) excerpts; scholarly survey of all major countries
  - Broadberry, Stephen and Mark Harrison. "Economics of the World Wars"online
- Clark, John Maurice, Walton Hale Hamilton, and Harold Glenn Moulton, eds. Readings in the Economics of War (U, Chicago Press, 1918) pp 126–668 online free
- Cronin, James E. "Labor Insurgency and Class formation: comparative perspectives on the crisis of 1917–1920 in Europe." Social Science History (1980) 4#1 pp 125–152.
- Encyclopædia Britannica (12th ed. 1922) comprises the 11th edition plus three new volumes 30-31-32 that cover events since 1911 with very thorough coverage of the war as well as every country and colony. Included also in 13th edition (1926) partly online
  - full text of vol 30 ABBE to ENGLISH HISTORY online free
- Ferguson, Niall. The Pity of War: Explaining World War One (1999), wide-ranging overview, esp. pp 105–42, 248–81, 395–432
- Ferguson, Niall. "Public finance and national security: the domestic origins of the First World War revisited," Past & Present (1994) #142 pp 141–168. in JSTOR
- Ferguson, Niall. The Pity of War (1998) ch 1-6
- Fisk, Harvey E. The Inter-Ally Debts: An Analysis of War and Post-War Public Finance, 1914-1923 (1924) online Archivado el 5 de abril de 2017 en Wayback Machine.
- Hardach, Gerd. First World War: 1914–1918 (1981) the standard world economic history of the war
- Kennedy, Paul. The Rise and Fall of the Great Powers: Economic Change and Military Conflict from 1500 to 2000 (1987) pp 256–74
- Mendershausen, Horst. The Economics of War  (1940)
- Strachan, Hew. The First World War: Volume I: To Arms (Oxford UP, 2001); "Financing the war," pp 815–993; "Industrial mobilization," pp 993–1113 excerpt and text search
- Stevenson, David.  With Our Backs to the Wall: Victory and Defeat in 1918 (2011), pp 350–438, covers economies of major countries in 1918
- Thorp, William Long. Business Annals: United States, England, France, Germany, Austria, Russia, Sweden Netherlands, Italy, Argentina, Brazil, Canada, South Africa, Australia, India, Japan, China (1926) capsule summary of conditions in each country for each quarter-year 1790–1925
- Tipton, Frank B., and Robert Aldrich. An Economic and Social History of Europe, 1890–1939 (1987). pp 135–62
- Tucker, Spencer E., ed. European Powers in the First World War: An Encyclopedia (1999)

### Reino Unido
- Abbott, E. "English statistics of pauperism during the war," Journal of Political Economy (1925) 32#1 pp 1–32 in JSTOR
- Graybon, Gail. Women Workers in the First World War: The British Experience (1990)
- Broadberry, S.N. and Howlett, P. (2005), "The United Kingdom During World War I: Business as Usual?", in Stephen Broadberry and Mark Harrison, eds. The Economics of World War I (2005) ch 7 pp 206–34
- Dimsdale, Nicholas H. "Keynes and the finance of the First World War" in Milo Keynes, ed., Essays on John Maynard Keynes (Cambridge UP, 1975) pp 142–61.
- Olson, M. The Economics of the Wartime Shortage: A History of British Food Supplies in the Napoleonic War and in World Wars I and II (1963)
- McVey, Frank LeRond. The financial history of Great Britain, 1914–1918 (1927) full text online
- Pollard, Sidney. The development of the British economy, 1914–1967 ( 2nd ed. 1969) pp 42–91
- Skidelsky, Robert. John Maynard Keynes: Volume 1: Hopes Betrayed 1883–1920 pp 289–402
- Whetham, Edith H. The Agrarian History of England and Wales: Volume VIII: 1914-39 (Cambridge University Press, 1978), pp 70–123

### Canadá
- Conley, James R. "Frontier Labourers, Crafts in Crisis and the Western Labour Revolt: The Case of Vancouver, 1900–1919," Labour/Le Travail (1989): 9–37.
- Kealey, Gregory S. "1919: The Canadian Labour Revolt," Labour/Le Travail (1984): 11–44.
- McCalla, Douglas. "The Economic Impact of the Great War," in Canada and the First World War, edited by David MacKenzie (2005) pp 138–153.
- Norrie,  Kenneth, et al. A History of the Canadian Economy (2002) ch 16

### Francia
- Bernard, Philippe, and Henri Dubief. The Decline of the Third Republic, 1914–1938, (Cambridge, 1985) pp 21–101
- Fisk, Harvey E. French Public Finance in the Great War and To-Day: With Chapters on Banking and Currency (1922) online free
- Hautcoeur, P.-C. "Was the Great War a Watershed? The Economics of World War I in France", in Stephen Broadberry and Mark Harrison, eds. The Economics of World War I (2005) ch 6 pp 169–205
- Occhino, Filippo, Kim Oosterlinck, and Eugene N. White. "How occupied France financed its own exploitation in World War II." No. w12137. National Bureau of Economic Research, 2006.

### Italia
- Galassi, Francesco, and Mark Harrison. "Italy at war, 1915–1918." in Stephen Broadberry and Mark Harrison, eds., The Economics of World War I (2005) ch 9

### Rusia
- Apostol, Paul. Russian Public Finance During the War (Yale U.P. 1928.)
- Badcock, Sarah. "The Russian Revolution: Broadening Understandings of 1917." History Compass 6.1 (2008): 243–262. Historiography online (enlace roto disponible en Internet Archive; véase el historial, la primera versión y la última).
- Barnett, Vincent. "Keynes and the non-neutrality of Russian war finance during World War One," Europe-Asia Studies (2009) 61#5 pp 797–812.
- Barnett, Vincent. "Calling up the Reserves: Keynes, Tugan-Baranovsky and Russian War Finance," Europe-Asia Studies (2001) 53#1 pp 151–169.
- Gatrell, Peter. Russia's First World War: a social and economic history (Longman, 2005) excerpt
- Gatrell, Peter. "Poor Russia, Poor Show: Mobilising a Backward Economy for War, 1913–1917" in Stephen Broadberry and Mark Harrison, eds., The Economics of World War I (2005) 235–275.
- Lincoln, W. Bruce. Passage through Armageddon: The Russians in War and Revolution 1914–1918  (1986)
- Markevich, Andrei, and Mark Harrison. "Great War, Civil War, and recovery: Russia's national income, 1913 to 1928" Journal of Economic History (2011) 71#3 pp 672–703.
- Smith, Stephen Anthony. Russia in revolution: an empire in crisis, 1890 to 1928 (Oxford UP, 2016).
- Sontag, John P. "Tsarist debts and Tsarist foreign policy" Slavic Review (1968): 529–541.
- Wade, Rex A. The Russian Revolution, 1917 (Cambridge UP, 2000).  excerpt (enlace roto disponible en Internet Archive; véase el historial, la primera versión y la última).

### Estados Unidos
- Brandes, Stuart. Warhogs: A History of War Profits in America (1997)
- Breen, William J. "The mobilization of skilled labor in World War I: 'Voluntarism,' the US public service reserve, and the Department of Labor, 1917–1918," Labor History (1991) 32#2 pp 253–272.
- Clark, John Maurice. The costs of the World War to the American people (1931) online free
- Cuff, Robert D. "Woodrow Wilson and Business-Government Relations During World War I," Review of Politics (1969) 31#3 pp 385–407. in JSTOR
- Cuff, Robert D. "Bernard Baruch: Symbol and Myth in Industrial Mobilization," Business History Review (1969): 115–133. in JSTOR
- Cuff, Robert D. "Herbert Hoover, The Ideology of Voluntarism and War Organization During the Great War," Journal of American History (1977) 64#2 pp 358–372. in JSTOR
- Cuff, Robert D. The War Industries Board: business-government relations during World War I (1973)
- Frank, Dana. "Housewives, socialists, and the politics of food: the 1917 New York cost-of-living protests." Feminist Studies 11.2 (1985): 255–285. in JSTOR
- Frieden, Jeff. "Sectoral conflict and foreign economic policy, 1914–1940." International Organization (1988): 59–90. in JSTOR
- Higgs, Robert. Government and the Economy: The World Wars Vol. 59. Independent Institute Working Paper Number, 2005.
- Kang, Sung Won, and Hugh Rockoff. Capitalizing Patriotism: The Liberty Loans of World War I (National Bureau of Economic Research, 2006, No. w11919)
- Kennedy, David M. Over Here: The First World War and American Society (Oxford University Press, 2004)
- Koistinen, Paul A.C. "The 'Industrial-Military Complex' in Historical Perspective: World War I," Business History Review  (1967): 378–403. in JSTOR
- Koistinen, Paul A. C. Mobilizing for Modern War: The Political Economy of American Warfare, 1865–1919 (1997) pp 105–287
- McCartin, Joseph A. Labor's Great War: The Struggle for Industrial Democracy and the Origins of Modern American Labor Relations, 1912 – 1921 (1998)
- Rockoff, Hugh. Until It's Over, Over There: The US Economy in World War I in Stephen Broadberry and Mark Harrison, eds., The Economics of World War I (2005) ch 10; also (National Bureau of Economic Research, 2004,  No. w10580)
- Paxson, Frederic L. America at War 1917–1918. American Democracy and the World War volume 2 (1936)
- Schaffer, Ronald. America in the Great War: The Rise of the War Welfare State (1991) ch 3–5
- Scheiber, Harry N. "World War I as Entrepreneurial Opportunity: Willard Straight and the American International Corporation." Political Science Quarterly (1969) 84#3 pp 486–511. in JSTOR
- Soule, George.  Prosperity Decade: From War to Depression: 1917–1929 (1947) ch 1–3
- Viner, Jacob. "Who Paid for the War?," Journal of Political Economy (1920) 28#1 pp. 46–76 in JSTOR
- Wolfe, A. B. and Helen Olson. "War-Time Industrial Employment of Women in the United States," Journal of Political Economy (1919) 27#8 pp. 639–669 in JSTOR

### Alemania
- Balderston, Theo. "War finance and inflation in Britain and Germany, 1914‐1918," Economic History Review (1989) 42#2 pp 222–244. in JSTOR
- Davis, Belinda. Home fires burning: Food, politics, and everyday life in World War I Berlin (U North Carolina Press, 2000) online Archivado el 11 de noviembre de 2020 en Wayback Machine.
- Fairchild, Fred Rogers. "German War Finance—A Review," American Economic Review (1922) 12#2 pp. 246–261 in JSTOR
- Feldman, Gerald D. Army, Industry and Labor in Germany, 1914–18 (1966)
- Gross, Stephen. "Confidence and Gold: German War Finance 1914-1918," Central European History (2009) 42#2 pp. 223–252 in JSTOR
- Kocka, Jurgen. Facing Total War: German Society, 1914–1918 (1984), focus on working class & middle class
- Kuczynski, R. R. "German Taxation Policy in the World-War," Journal of Political Economy (1923) 31#6 pp 763–789. in JSTOR
- Osborne, Eric W. Britain's Economic Blockade of Germany, 1914–1919 (Psychology Press, 2004)
- Ritschl, A. (2005), "The Pity of Peace: Germany's Economy at War, 1914–1918", in Stephen Broadberry and Mark Harrison, eds. The Economics of World War I (2005) ch 2 pp 41–76.
- Siney, Marion C. The Allied Blockade of Germany, 1914–1916. Greenwood Press (1973)
- Starling, Ernest H. "The Food Supply of Germany During the War," Journal of the Royal Statistical Society (1920) 83#2 pp. 225–254 in JSTOR
- Tobin, Elizabeth H. "War and the Working Class: The Case of Düsseldorf 1914–1918," Central European History (1985) 18#3 pp 4+
- Vincent, Charles Paul. The Politics of Hunger: The Allied Blockade of Germany, 1915–1919 (1985)

### Imperio otomano
- Akın, Yiğit. When the War Came Home: The Ottomans' Great War and the Devastation of an Empire (Stanford University Press, 2018) ch 4 pp. 111–43
- Pamuk, S. "The Ottoman Economy in World War I," in Stephen Broadberry and Mark Harrison, eds. The Economics of World War I (2005) ch 4 pp. 112–36

### Imperio Austrohúngaro
- Gratz, Gusztáv and Richard Schüller. The economic policy of Austria-Hungary during the war in its external relations (Yale U.P., 1928)
- Kann, Robert A. et al., eds. The Habsburg Empire in World War I: Essays on the Intellectual, Military, Political and Economic Aspects of the Habsburg War Effort (1977)
- Schulze, M.-S. "Austria-Hungary's Economy in World War I", in Stephen Broadberry, and Mark Harrison, eds. The Economics of World War I (2005) ch 3 pp 77–111
- Wargelin, Clifford F. "The Economic Collapse of Austro-Hungarian Dualism, 1914–1918," East European Quarterly (2000) 34#3 pp 261–88, online